# Брагунское княжество
Брагунское княжество, владение (кум. Борагъан бийлик) — кумыкское феодальное владение с центром в селении Брагуны, располагавшееся на части территорий современных Грозненского и Гудермесского районов Чечни у места слияния рек Терек и Сунжа.

## Территория
Описывая территорию Брагунского княжества С. М. Броневский писал:

«Брагунское или Барагунское владение имеет верст 12 в длину по берегу Терек: начиная от Давлет-Гиреевой деревни до устья Сунжи, и верст десять в величайшей ширине от Терека до Сунжи...Главное место сего владения есть Брагонская деревня, лежащая на левом берег Сунжи, в трех верстах выше стечения оной с Тереком против Шедринской станицы. В ней числится жителей до 500 дворов и разных переселенцев, наипаче (наиболее/большинство) из кумыков».

## Население
Участник Персидского похода, кавказский историк С. М. Броневский писал, что население Брагунов (Брагунского владения) состоит из кумыков. 
Во владении, помимо кумыков, также проживали кабардинцы, ингуши и чеченцы, но большинство составляли кумыки.

## История

### Образование
В XV веке при распаде Золотой Орды на среднем правобережье реки Терек образовался его осколок — Тюменское ханство, которое в основном было населено тюркоязычными родами тюмен, брагун, асов и дополовецкими тюрками, перемещёнными на правобережье реки Терек из области Бораган-Маджары, занимавшие в VII веке северокавказские степи.

### Происхождение
Правители владения князья Таймазовы возводили свой род к крымским ханам Гереям. Ян Потоцкий отмечал, что «князья кумыков все принадлежат к той же фамилии, что и шамхал, исключая брагун, которые претендуют на происхождение от Чингисхана»…
По сведениям Н. Семёнова Бора-хан с крымским людьми вышел из Крыма при переселении к Каспию.
В письме терских воевод России в 1621 г. указывается, что кумыкский владетель Солтан-Магмут (Солтан-Махмуд, Солтан-Мут) прибыл к ним с 8 князьями, среди которых барагунский Куденей-Мурза, Батай-Мурза Шихмурзин и 38 его узденей.
Эта генеалогическая легенда противоречит связи брагунских феодалов с похороненными в мавзолее Борга-Каш (в переводе с ингушского «брагунская могила»), упоминаемым у тимуридского историка Шереф эд-Дина Йезди в форме Буракан. Над входом в мавзолей сохранились три надписи на арабском языке: «Восемьсот восьмой год», «Бек-Султан сын Худайнада» и «Да будет постройка свободна от (всего) дурного». 808 год Хиджры соответствует времени с 29 июня 1405 года по 17 июня 1406 года. Имена Султан и Худайнат характерны для именника брагунских князей. Вместе с тем, один из Гереев, а именно Герей-Хан, сын Бахадур-Хана в надписи на сабле из коллекции османских султанов обозначен как «Сахиб-и Сейф Вали Дагистан Гирей-Xан Бин Бахадур-Xан», то есть «владелец меча и вали Дагестана Гирей-Хан, сын Бахадур-Хана»; надпись датируется примерно 1473 годом.
Согласно генеалогическим преданиям балкарских князей Суюнчевых этот род ведёт происхождении от Барак-Хана из местности Бороган. К нему же причисляли свой род и князья, правившие во владении, Таймазовы. Согласно опубликованным Муслимом Барасбиевым преданиям, Барак-Хан возглавлял улус из 1700 кибиток (юрт) и поначалу поселился близ Дербента, но был вытеснен «персианами» и потому отступил к Сунже.
В книге 1848 года Девлет-Мурзы Шихалиева «Рассказ кумыка о кумыках» приводятся следующие данные:
О территориальном расселении брагунцев источники XVII в. сообщают следующее: «А Брагунские кабаки сидят от острогу в 2 верстах… А пашни у барагинских черкес меж Сунжи и Терека на горах от Горячего Колодезя версты 32 и больше, а от острогу та пашня верст 7. А у тех барагунских мурз владения их конных людей будет с 300 человек. А как на Сунже-реке острог ставлен, и те барагунские мурзы к тому острожному делу дали… для лесной доски с 700 быков и телеги». (См.: Кабардино-русские отношения. Т. I. – С. 302). Более того, бораганцы жили и по Акташу, там, где со своим народом поселился сын Султанмута Казаналип, владетель Эндери. В 1647 году князь Казаналип сообщал терским воеводам, что «с кабаками своими и со всем владением с прежнего своего житья перешел и поселился возле Борагун по речке Акташу в урочище в Чумлях», т. е. там, где, очевидно, поныне находится сел. Андрейаул (Русско-дагестанские отношения. С. 178–179). На этих же землях их локализует и автор начала XIX в. С. Броневский. «Брагунское или Барагунское владение, – пишет он, – имеет верст 12 в длину по берегу Терека, начиная от Давлет-Гиреевой деревни до устья Сунжи, и верст десять в величайшей ширине от Терека до Сунжи… Главное место сего владения есть Брагонская деревня, лежащая на левом берегу Сунжи, в трех верстах выше стечения оной с Тереком против Шедринской станицы. В ней числится жителей до 500 дворов из разных переселенцев, наипаче из кумыков». (Броневский С. Новейшие географические и исторические известия о Кавказе. М., 1823. Ч. П. -С. 96). Барагунские мурзы в первой половине XVII в. принимают самостоятельно, как и другие феодальные владельцы Северного Кавказа, русское подданство.
В 1635 году брагунский Куденек-мур-за (Куденет-мурза) со своими сыновьями и с 20 узденями приезжает в Терский город, где принимает присягу «быть под… государевою высокую рукою в холопстве неотступно навеки». В 1645 году в числе кумыкских, черкесских и других северокавказских владельцев дает присягу верности царю Алексею Михайловичу и мурза Барагун. «…За себя и за их узденей и за всех их владенье к шерти на Куране привели» (Кабардино-русские отношения. Т. I. – С. 264, 266).

По всей вероятности, брагунцы не всегда сохраняли свою политическую независимость, об этом свидетельствуют сведения о власти над ними черкесских и кумыкских князей.

### Роль в местной истории
Брагунцы жили по соседству с теми и с другими — «И тараковский де Суркай-шевкал с кумыцкими ратными людьми стоит на Кумыцкой стороне за Сунжею-рекою против барагунского селища». Очевидно, имели место и переселения брагунцев или части с их территории вблизи стольных «городов» черкесских и кумыкских князей. В 1653 году Астраханский воевода писал в Посольский приказ о том, что шамхал Тарковский пошел на Барагуны, чтобы «барагунских мурз с уздени и с черными людьми и з женами и з детьми и з животы к себе вести», то есть увести их к Таркам. Сын Султанмута эндиреевский князь Казаналп в своей грамоте в том же 1653 г. писал царю Алексею Федоровичу, что бараганцы «холопи наши искони, и отца моего Султан-Мугмута. И мы, с кизылбаши, и с кумыки, с шевкалом пришед, барагунов взяли. И кизылбаши и шевкал учинили мне силу, барагунов перевели за Койсу и велели им кочевать на своей стороне».
Источники второй половины XVIII и начала XIX вв. Брагунское владение характеризуют уже как кумыкское, подвластное кумыкским князьям — «Кумыцких Аксаевской, Андреевской, Костюковской и Брагунской деревень» (1761); «В кумыцких: Брагунской, Аксайской, Андреевской, Костюковской и принадлежащих к их владельцам деревнях…».
Авторы начала XIX в. также высказывают мысль о превалирующем влиянии кумыкских князей на Барагунскую землю. В 1812 году А. М. Буцковский пишет, что она принадлежит «кумыкского рода князьям: Устархану Гудайнатову (потомки мурзы Куденека или Куденета), Адилгирею Кучукову и Бей-султану Арсланбекову, из коих первый старший». С. Броневский же несколькими годами позже (1823 г.) сообщает, что Брагунское владение «принадлежит двум кумыкским князьям — двоюродным братьям, полковнику Кучун-Беку (очевидно, Кучуку Бековичу) Таймазову и Ахтула-Беку», но он одновременно отмечает, что это владение «причислено Черкесским областям по естественному начертанию живых урочищ, хотя брагунские жители, будучи татарского происхождения, принадлежат собственно отделению кумык».